# Museo de Arte Moderno de Medellín
El Museo de Arte Moderno de Medellín o MAMM es un museo localizado en Medellín, dedicado a la investigación, conservación y divulgación en los campos del arte moderno y contemporáneo, así como al desarrollo cultural de la ciudad. Fue fundado en 1978.

## Historia
A partir del entusiasmo e interés que suscitaron las primeras Bienales de Arte de Coltejer en la ciudad (1968, 1970 y 1972), el Museo de Arte Moderno de Medellín es fundado en 1978 por un grupo de artistas, perteneciente a la llamada “generación urbana”, arquitectos, empresarios, con el fin de despertar el interés del público por el arte moderno y contemporáneo.
Desde su creación en 1978, el MAMM ha trabajado para ser un museo vivo, urbano y actual, y un espacio de encuentro, conocimiento y disfrute en el que tienen cabida manifestaciones artísticas y culturales contemporáneas y diversas.
Durante tres décadas el Museo tuvo sede en un edificio del barrio Carlos E. Restrepo, lugar de eventos emblemáticos como el Primer Coloquio y Muestra de Arte No Objetual en 1981, y los salones de arte Arturo y Rebeca Rabinovich entre 1981 y 2003.
En 2009, como reconocimiento a casi 30 años de actividad, la Alcaldía de Medellín adjudicó al MAMM el edificio Talleres Robledo, antigua siderúrgica de 1938 localizada en Ciudad del Río, una de las zonas industriales del sur de Medellín.
En 2015, luego de dos años de construcción, se abrió al público la expansión MAMM, una ampliación no solo física sino de contenidos y alcance y un compromiso con el desarrollo cultural de la ciudad y el país.  

## Colecciones artísticas
Posee 233 pinturas de Débora Arango, la mayor colección que existe de esta la pintora. El Ministerio de Cultura de Colombia declaró las obras de esta colección como Bienes de Interés Cultural de Orden Nacional en 2004.
Cuenta también con obras de otros importantes artistas como Enrique Grau, Óscar Muñoz, Manuel Hernández, Jorge Julián Aristizábal, Hernando Tejada, Ethel Gilmour, Álvaro Barrios, Hugo Zapata y Beatriz González, así como la colección de grabados Portafolios AGPA (Artes Gráficas Panamericanas) que cuenta con obras de 30 artistas de diferentes países.